# سعدان تونكين أفطس الأنف
سعدان تونكين أفطس الأنف المهددة بالانقراض، كولبني شجري مرهف الجسد، يستوطن في شمال فيتنام. سجلت على ارتفاعات تتراوح بين 200 إلى 1,200 متر، ويقتصر توزيعها حاليا على الغابات الاستوائية دائمة الخضرة.